# Писък 6
„Писък 6“ (на английски: Scream VI) е американски слашър филм от 2023 г. на режисьорите Мат Бетинели-Олпин и Тайлър Гилет, сценарият е Джеймс Вандърбилт и Гай Бусик, със сценариста на оригиналната поредица и създател Кевин Уилямсън, който е изпълнителен продуцент на филма. Той ще е шестата част от филмовата поредица „Писък“ и ще е директно продължение на „Писък“ (2022).
Във филма участват Мелиса Барера, Джасмин Савой Браун, Мейсън Гудинг, Джена Ортега, Хейдън Пенетиър и Кортни Кокс, които повтарят всичките си роли в предишните части от поредицата. Дърмът Мълроуни, Хенри Черни, Самара Уийвинг и Тони Револвори са добавени в актьорския състав. Звездата на поредицата Нийв Кемпбъл каза, че няма да се завърне като Сидни Прескот поради недоволство от предоставената й оферта.Това е и първият филм от франчайза, в който Дейвид Аркет не се появява в ролята на Дюи Райли.
Филмът излиза по кината в Съединените щати на 10 март 2023 г. от „Парамаунт Пикчърс“.